# Крістофер Терк
Крістофер Дункан Терк (англ. Christopher Duncan Turk) — вигаданий персонаж, один з головних героїв американського телесеріалу «Клініка» (англ. Scrubs). Його роль в серіалі виконав актор Дональд Фейсон.

## Про персонажа

### Сім'я
Відомо, що у Терка є два брати: Кевін, який сплатив Терку навчання в медичному коледжі, і Джеббері. У нього також є сестра і три кузини. Мати Терка — свідок Єгови. 

### Стосунки з іншими персонажами
- Стосунки з Джоном Доріаном: Терк і Джон Доріан — давні друзі. Вони разом навчалися у медичній школі, жили у одній кімнаті під час навчання в університеті і отримали роботу у одній клініці. У них багато спільних спогадів, інтересів і жартів, які не завжди зрозумілі оточенню. Джон часто називає Терка «Шоколадним ведмедиком» та іншими подібними прізвиськами.
- Стосунки з Елліот Рід: З Елліот Рід Терк познайомився після приходу до клініки. Перший час вони мало спілкувалися, але після того, як Джон і Елліот зблизилися, Терк також почав з нею спілкуватися і, у результаті, вони подружилися.
- Стосунки з Карлою Еспіносою: З Карлою Терк познайомився після початку роботи у клініці. Досить швидко між ними почалися романтичні стосунки, які продовжуються протягом усього серіалу. У кінці третього сезону вони одружилися, а пізніше у них народилась дитина. Терк і Карла — «типова» пара, у якої тривалі стосунки. Вони часто сваряться і сперечаються, але у результаті завжди знаходять спільну мову.
- Стосунки з доктором Коксом: З головних героїв Терк спілкується з доктором Коксом менш за всіх: через різні професії вони практично не бачаться на роботі. Проте Терк також періодично вислуховує моралі і критику Кокса, попадаючись тому «під гарячу руку».